# Championnat de Corée du Sud de football de quatrième division
Le championnat de Corée du Sud de football D4 (K4 League) est une compétition annuelle de football disputée entre les clubs sud-coréens et également appelée "K4 League" (Corée du Sud Ligue 4).
Créé in 2020, C'est un le quatrième division considéré du système de la ligue de football de la Corée du Sud. Après la saison 2019, l'Éx-K3 League Basic a disparu et a été rebaptisé dans la K4 League.

## Histoire
La saison 2020 sera la saison inaugurel de la K4 League, avec treize équipes compètant en la compétition.

## Format de compétition
Le système de promotion et relégation existe entre la K3 League et la K4 League.

## Palmarès par saison
| Saison | Champion        | Finaliste       | Meilleur buteur |
| ------ | --------------- | --------------- | --------------- |
| 2020   | Paju Citizen    | Ulsan Citizen   |                 |
| 2021   | Pocheon Citizen | Siheung Citizen |                 |
| 2022   | Goyang KH       | Yangpyeong      |                 |
| 2023   | Yeoju           |                 |                 |

## Clubs
Les treize clubs suivants s'affronteront dans la K4 League au cours de la saison 2020.
| Équipe             | Ville      | Stade                           | Fondé | Joint |
| ------------------ | ---------- | ------------------------------- | ----- | ----- |
| Chungju Citizen    | Chungju    | Chungju Tangeum Stadium         | 2017  | 2020  |
| FC Namdong         | Incheon    | Namdong Industrial Complex Park | 2019  | 2020  |
| Goyang Citizen     | Goyang     | Eoulimnuri Byeolmuri Ground     | 2008  | 2020  |
| Icheon Citizen     | Icheon     | Icheon City Stadium             | 2009  | 2020  |
| Jinju Citizen      | Jinju      |                                 | 2019  | 2020  |
| Paju Citizen       | Paju       | Paju Public Stadium             | 2012  | 2020  |
| Pocheon Citizen    | Pocheon    | Pocheon Stadium                 | 2008  | 2020  |
| Seoul Jungnang     | Seoul      | Jungnang Public Ground          | 2012  | 2020  |
| Seoul Nowon United | Seoul      | Nowon Madeul Stadium            | 2007  | 2020  |
| Siheung Citizen    | Siheung    | Jeongwang Sports Park           | 2015  | 2020  |
| Ulsan Citizen      | Ulsan      | Ulsan Stadium                   | 2018  | 2020  |
| Yangpyeong FC      | Yangpyeong | Yongmun Sports Park             | 2015  | 2020  |
| Yeoju Citizen      | Yeoju      | Yeoju Sportium                  | 2017  | 2020  |